# 容祖兒
容祖兒（英語：Joey Yung Cho-yee，1980年6月16日—），香港女歌手和演員。出道至今已發行超過30張錄音室專輯，曾10度在香港紅磡體育館開唱，於香港及海外各地已舉辦逾两百場演唱會，為香港樂壇多項獎項紀錄保持者，以「樂壇天后」的身份被香港電台形容為「在粵語歌壇擁有無可動搖的地位」。
1999年憑出道作〈未知〉奪得四台頒獎禮新人獎，首張專輯更停留在香港IFPI唱片銷量榜長達23星期，創下至今仍未有新人打破的樂壇記錄。2003年憑〈我的驕傲〉橫掃四台歌曲及歌手獎項，躋身香港一線女歌手之列；同年亦以〈我的驕傲〉國語版〈揮着翅膀的女孩〉於華語樂壇嶄露頭角。自出道以來，容祖兒共十二次獲得勁歌金曲頒獎典禮「最受歡迎女歌星」，十一次獲得叱咤樂壇流行榜頒獎典禮「叱咤樂壇女歌手金獎」，連續十四年獲得十大中文金曲頒獎頒獎典禮「最優秀流行女歌手大獎」，三次獲得四台聯頒傳媒大獎，八次獲得IFPI香港唱片銷量大獎「全年最高銷量本地女歌手」，並於2010至2014年間五度打入福布斯中國名人榜。

## 演藝事業

### 初試啼聲：1998年以前
1980年6月16日，容祖兒生於荃灣仁濟醫院，小時候的她曾經住在九龍荔枝角蝴蝶谷的木屋區，小學時期搬至當時是沙田新市鎮的馬鞍山。容祖兒畢業於深水埗佛教曾果成幼稚園、馬鞍山信義學校（1992年）、沙田培英中學（1997年）、聖芳濟各書院（1999年）和香港專業教育學院（黃克競分校）旅遊系證書課程，小學時期已參與各類型的歌唱比賽。
1995年，她於Big Echo卡拉OK大賽中憑關淑怡〈一首獨唱的歌〉贏得金獎及正東唱片歌手合約，於翌年推出首支單曲〈第一次我想醉〉，為電影《4個32A和一個香蕉少年》的主題曲，但一曲推出後便被公司高層黃柏高以「她不漂亮」為由解約。失業期間為減輕母親的經濟負擔，曾任職會計文員及協助母親打理時裝店以賺取收入，直到在正東舊同事介紹下轉投嘉音唱片，錄下日劇《同一屋簷下2》主題曲〈溫暖的詩句〉，後因嘉音唱片結業而再度被解約。隨後成为已故歌手羅文的徒弟，並於1998年12月一同加盟飛圖唱片（今英皇娛樂），成為力捧的英皇三小花之一。羅文離世後師承D'Topnotes主音歌手Christine Samson。

### 正式出道：1999年-2000年
1999年，容祖兒正式出道，並獲得公司賞識並資助她離開香港深造3個月。9月29日，推出首張EP《未知》，銷量達13萬張，破紀錄成為首位樂壇新秀跨世紀連續停留在IFPI唱片銷量榜長達23星期，有關紀錄直到現時為止仍未有任何新人能夠打破，其首支主打〈未知〉改編自 Jennifer Paige 的〈Crush〉，除獲得三個香港電子傳媒流行榜的冠軍位置外，亦助她奪得各大樂壇頒獎禮的新人獎。同年12月公司被英皇娛樂收購，飛圖旗下歌手包括謝霆鋒和她都同時成為英皇娛樂旗下歌手。
2000年4月18日，容祖兒推出第二張EP《不容錯失》，其同名主打歌〈不容錯失〉為她帶來第一個香港四大電子傳媒流行榜（俗稱「四台」）共同冠軍；同年9月5日發行首張個人大碟《誰來愛我》，並於11月19日舉行其個人第一次紅磡體育館演唱會「容祖兒美麗在望慈善演唱會」，本年度容祖兒已首嘗女歌手獎項，勇奪「叱咤樂壇女歌手銅獎」。

### 多元嘗試：2001年-2002年
2001年，容祖兒先後推出兩張廣東大碟《全身暑假》、《隆重登場》及首張精選大碟《喜歡祖兒》。而後者更成為2001年IFPI最高唱片銷量大碟，主打歌〈痛愛〉及成為其代表作。12月6日推出首張國語大碟《說真的》，正式開拓其華語市場。同年10月25日至27日，容祖兒以四面台形式舉行一連三場首次個人售票演唱會「容祖兒隆重登場演唱會」。雖然容祖兒上半年聲帶發炎，經歷了失聲的時期，一度以為自己歌唱事業就此完結，其後積極接受治療，病癒後繼續開拓其演唱生涯。除了發展歌唱事業，亦嘗試向電影圈發展，一口氣接拍了三部電影：《百分百感覺2》（3月上映）、《我的野蠻同學》（8月上映）及《蘋果咬一口》（11月上映）。
2002年，容祖兒先於5月推出年度廣東大碟《Something About You》，在10月份更發行第二張國語大碟《一個人的情歌》及第二張精選《喜歡祖兒2》，主打歌〈爭氣〉更首奪「叱咤十大」歌曲獎項，首次包辦四台所有金曲獎。

### 晉身天后：2003年-2005年
2003年，憑藉〈我的驕傲〉一曲容祖兒聲名大噪，於年底橫掃樂壇頒獎禮，勇奪多項歌曲大獎，包括十大勁歌金曲頒獎典禮「十大勁歌金曲金獎」、十大中文金曲頒獎音樂會「全球華人至尊金曲」、新城勁爆頒獎禮「新城勁爆年度歌曲」及叱咤樂壇流行榜頒獎典禮「專業推介．叱咤十大（第七位）」。此曲更帶挈容祖兒首次登上十大勁歌金曲「最受歡迎女歌星」、「叱咤樂壇女歌手金獎」及「叱咤樂壇我最喜愛的女歌手」寶座，成功躋身一線。憑藉上述多個大獎，容祖兒成為了本年港樂頒獎禮的大贏家，榮獲「四台聯頒傳媒大獎」。同年亦於紅館舉行了六場「Show Up!演唱會」，並首次作世界巡迴演出，走訪中國大陸、澳洲、加拿大以及馬來西亞等地合共八個城市。
2004年，容祖兒於4月及10月分別推出《Nin9 2 5ive》及《Give Love A Break》兩張廣東大碟，當中以歌曲〈一拍兩散〉、〈世上只有〉、〈16號愛人〉為人熟悉。年底除大熱蟬聯十大勁歌金曲頒獎典禮「最受歡迎女歌星」及「叱咤樂壇我最喜愛的女歌手」外，更首奪香港電台增設獎項「最優秀流行女歌手」，並第二度奪得「四台聯頒傳媒大獎」。
2005年2月，受邀出席央視春晚獻唱〈揮着翅膀的女孩〉。8月發行廣東大碟《Bi-Heart》，主打歌〈越唱越強〉和〈天之驕女〉先後成為冠軍作品。10月於紅館連開八場「Reflection of Joey's Live 演唱會」，並第二度作世界巡迴演出，更首次踏足美國。在年底頒獎禮上首度囊括四台所有女歌手大獎。

### 突破枷鎖：2006年-2008年
2006年2月推出的廣東大碟《Ten Most Wanted》顛覆過往的「K歌風格」，嘗試了不同的音樂種類與題材，當中主打歌〈赤地雪〉成為連鎖電器店百老匯的廣告歌；7月發行的第四張國語大碟《Jump Up》邀得台灣歌星羅志祥一同合唱〈飆汗〉。年底發行壓軸廣東大碟《Close Up》，三首派台歌曲〈心花怒放〉、〈華麗邂逅〉及〈愛一個上一課〉全數成為四台冠軍歌，成為2000年代首張一碟三曲四台共同冠軍的廣東專輯。
2007年7月及11月，分別推出第五張國語大碟《小小》及廣東大碟《Glow》，前者邀得台灣天王周杰倫為其打造同名主打；後者則是以「光」為主題，第一主打〈逃〉以「傾斜45度角」舞步向高難度挑戰。在年底的頒獎禮上，容祖兒再度囊括四台女歌手大獎。
2008年初，容祖兒第五度踏上紅磡體育館舞台，舉行一連十場的「StarLight 演唱會」，更於四月再度舉行四場「Part II」。個唱期間〈逃〉及〈Power Medley〉（一組長達二十分鐘的舞曲串燒）成為容祖兒在舞台上的標誌作。同年8月，容祖兒獲邀擔任北京奧運會開幕式及閉幕式表演嘉賓；9月推出由「StarLight 演唱會」音樂總監王雙駿監製的年度廣東大碟《In Motion》，其中〈跑步機上〉成為四台冠軍作品。

### 黃金十年：2009年-2010年
2009年是容祖兒出道的第十年，廣東專輯《A Time For Us》及第六張國語專輯《很忙》相繼於4月及8月推出。為紀念入行十週年，容祖兒特別於香港文化中心大劇院舉行兩場「Joey Yung Perfect 10 Live 2009」。11月夥拍好友陳奕迅於亞洲博覽館舉行拉闊音樂會。年底憑〈搜神記〉繼2003年後再奪「金曲金獎」及第三度奪得「四台聯頒傳媒大獎」。同年，唱片公司宣佈容祖兒十年來所推出的專輯全球累積銷量達五百萬張。
2010年容祖兒先後發行兩張EP《Joey Ten》和《空港》。前者為「十週年企劃」的最終章，特別推出九款封面及一款限量版（合共十版，以呼應十年主題）；後者則寓意機場的意思，是年底「Number 6 演唱會」的主題專輯。個唱期間容祖兒更首次以結他自彈自唱演唱會主題曲〈空港〉。隨著個唱的成功，容亦成為首位能於10年內開辦6次個人紅館演唱會的香港女歌手，總場次數高達44場。

### 再創高峰：2011年-2013年
2011年容祖兒先後代表香港出席首屆「香港亞洲流行音樂節」及於英國倫敦皇家阿爾伯特音樂廳舉辦首次歐洲演唱會，是繼師父羅文（1979年）及陳奕迅（2010年）後第三位香港歌手（也是首位華人女歌手）進駐此場地演出。9月，推出久違兩年的廣東專輯《Joey & Joey》，此專輯以未曾合作過的音樂人的作品為主，其中主打〈花千樹〉和〈牆紙〉均為四台冠軍作品，及後更獲頒「新城勁爆年度專輯」兼成為2011年IFPI最高唱片銷量大碟，可謂叫好叫座。
2012年2月為無綫重頭劇《On Call 36小時》獻唱主題曲〈連續劇〉，於網絡平台上掀起高點擊率，及後更獲頒新加坡星和無綫電視大獎「我最愛TVB主題曲」，成為其又一代表作。7月，發行第七張國語專輯《Moment》，與台灣音樂人如王治平、陳小霞、吳青峰、蔡健雅、黃韻玲等合作。8月，容祖兒舉行其首個在台的音樂會。11月出席韓國Mnet亞洲音樂大獎，獲頒「最受歡迎歌手（香港區）」。同年，容亦接拍了電影《DIVA華麗之後》，主題曲〈追風箏的風箏〉更獲提名《香港電影金像獎》「最佳原創電影歌曲獎」。

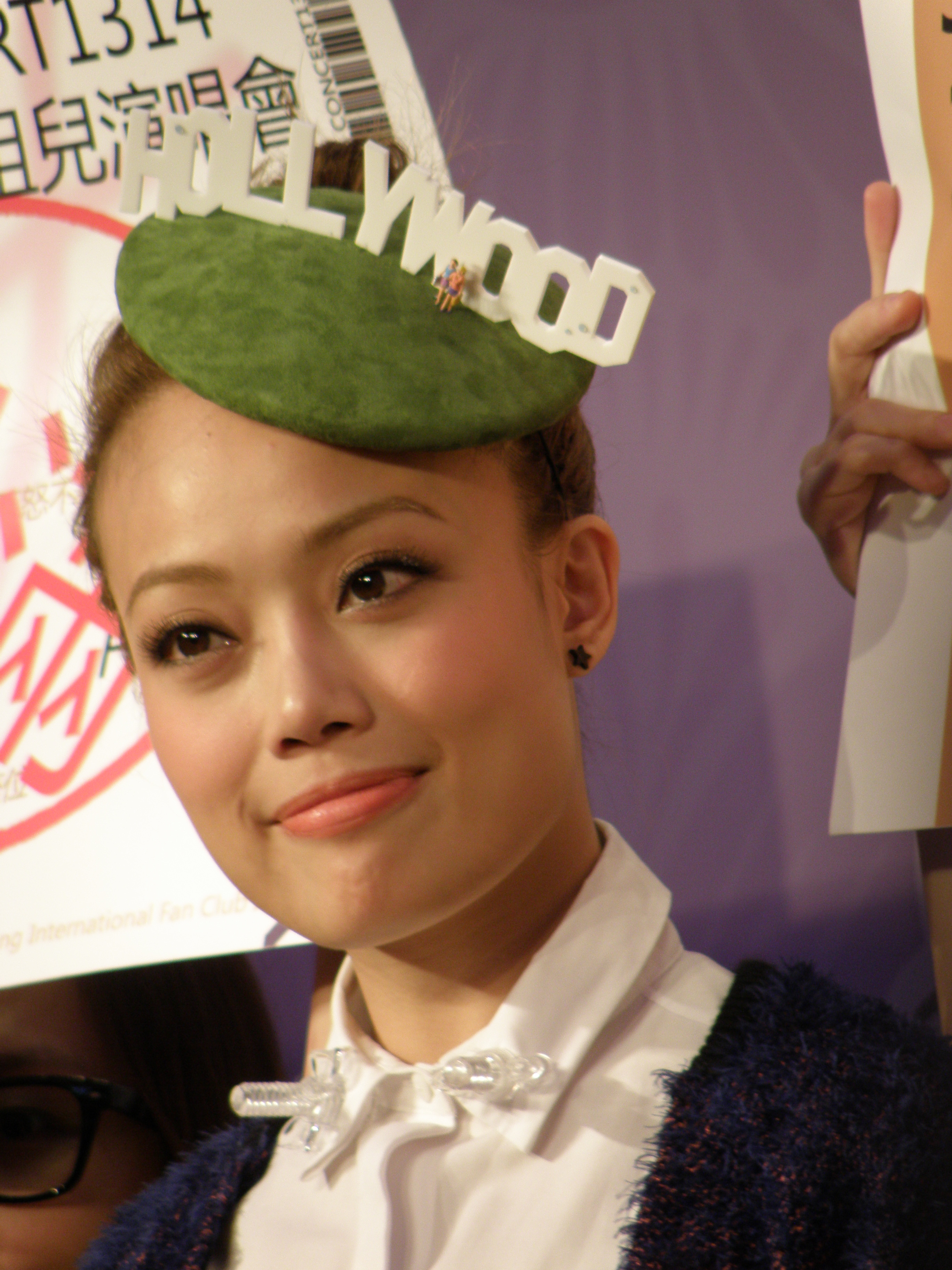
2013年，容祖兒在V City出席《小日子》簽名會

2013年5月，歌曲〈加大力度〉入圍第24屆金曲獎「最佳音樂錄影帶獎」。8月推出廣東大碟《小日子》，其中憑〈天窗〉奪得CASH金帆音樂獎「最佳女歌手演繹」
。11月再度為台慶劇《On Call 36小時II》演繹主題曲〈續集〉，勇奪TVB 馬來西亞星光薈萃頒獎典禮「最喜愛TVB劇集歌曲」。12月，發行兩張精選集《Hopelessly Romantic Collection》與《All Delicious Collection》。年尾舉行首個跨年個唱「1314 演唱會」。

### 稍作休整：2014年
演唱會後失聲、加上家人身體抱恙，2014年容祖兒放慢腳步，在音樂方面付出稍減，將重心轉移至家庭上，僅繼續了其《1314》巡演及獻唱電影主題曲，未有發行任何專輯。年底與填詞人好友黃偉文合作展開「Side Project」，先後派上歌曲〈天然呆〉和〈樂觀〉，前者曲風輕快清新，後者則破天荒邀得日本殿堂級唱作女歌手五輪真弓為其作曲，繼2003年〈我的驕傲〉後再奪叱咤樂壇流行榜兩週冠。

### 雙線發展：2015年-2018年
踏入2015年，容祖兒事業全面回勇，年初的兩首主打〈這麼近那麼遠〉與〈飄紅〉各具特色：前者翻唱歌神張學友1995年的作品，感情演繹豐富；後者內容圍繞腦退化症，題材新穎。年中受邀為無綫外購劇《武則天》獻唱港版主題曲〈女皇〉，於網絡上大熱，取得逾四百萬點擊率。同年夥拍好友李克勤推出〈世界真細小〉，是兩人自2004年〈刻不容緩〉後的再度合作。二人更於9月合辦12場紅館演唱會，並走訪中國大陸、美國、馬來西亞、新加坡、澳洲等地舉行巡迴演唱會，合共演出32場。年底專注與監製馮翰銘合作的新碟，新作〈黃昏點唱機〉以「貼地」的香港文化為題材。
2016年2月，容祖兒以補位歌手身份參加湖南衛視音樂競技節目《我是歌手》第四季，但未能晉級第二輪決賽。6月發行專輯《J-POP》，旋即空降香港唱片商會銷量榜冠軍及iTunes專輯榜第一位，並於商業電台叱咤樂壇流行榜取得優異成績，成為2016年的「至尊唱片」。11月，推出由林俊傑作曲並監製的國語新歌〈第一百個我〉，並於翌月發行首張國語精選集《一百個我》，成為2016年香港唱片商會銷量榜十大銷量國語唱片。2017年1月，容祖兒出席第12屆KKBOX風雲榜，首度踏足台北小巨蛋登台獻唱。
2017年初，容祖兒先後翻唱兩首自己的舊作〈最好時光〉和〈麻煩你〉，為其於3月下旬至4月中旬的17場「JOEY · MY SECRET · LIVE」演唱會揭開序幕。是次個唱是以非派台歌曲（Side-Tracks）為主，製作上亦嘗試加入舞台劇元素，邀得本地著名舞台劇工作者彭秀慧擔任導演。吸引了大批圈中名人好友入場欣賞，唱片監製舒文形容是次個唱乃「前無古人，後無來者」；音樂製作人于逸堯指演唱會「證明了這個小漁港的軟實力」；樂評人馮禮慈更直言演出是「香港樂壇演唱會史上一出色、重要演唱會」。
2018年6月，容祖兒久違兩年的廣東主打〈心之科學〉派台，旋即登上各大數碼音樂平台下載榜第一位，取得逾六百萬點擊率，并於本年度叱咤樂壇流行榜頒獎典禮首次奪得「叱咤樂壇至尊歌曲大獎」。10月發行國語專輯《答案之書》，以「時間是最好的解答」作為概念，連續四周登頂香港唱片商會銷量榜，先後於北京及台北舉辦新歌首唱會和概念音樂會，並於內地多個城市作校園巡演。同年串流平台Spotify進駐香港五周年，宣佈容祖兒為五年累積串流量最高的本地女歌手。

### 雙十年華：2019年至今
2019年3月12日，容祖兒以「十大風雲歌手」的身份壓軸登場首屆KKBOX香港風雲榜並帶來長達20分鐘的表演，包括一組以過往十年熱門歌曲組成的串燒，呼應KKBOX登陸香港十周年，大會同時宣佈容祖兒為十年累積點播次數最高的五名本地歌手之一。8月於香港紅磡體育館舉行一連19場「Pretty Crazy 演唱會」，慶祝其入行二十周年，創下2005年徐小鳳演唱會後的女歌手紅館演唱會連開場次最高紀錄，更破天荒邀得國際知名舞台設計師艾思·德芙林（Es Devlin）親自設計巨型組合式球體舞台裝置。期間首場不幸發生舞台故障導致部分曲目未能表演，遂決定放棄一日假期進行補場。尾場更唱足四小時，加上之前每晚超時罰款，累積金額過百萬元。
2020年初，展開「Pretty Crazy 演唱會」的世界巡迴演出，更首度在荷蘭開唱。4月作為首位本地女歌手登上時尚雜誌《VOGUE》香港版封面，首次合作國際知名攝影師組合「Luigi and Iango」，於歐洲巡唱期間在法國巴黎拍攝。10月當選香港十大傑出青年。同月宣布以前輩歌手身份參加東方衛視音樂競技節目《我們的歌》第二季。11月推出首次參與作曲的廣東單曲〈東京人壽〉，並於次年年初相繼在香港五大流行榜累計奪得十星期冠軍。12月推出「Pretty Crazy 演唱會」影音全紀錄，一度掀起炒價風潮。據各大音樂串流平台香港區年度收聽數據統計，容祖兒於本年度繼續穩居最高串流量本地女歌手榜首。
2021年11月7日，繼本年度先後發行的廣東單曲〈煙花紀〉、〈不配〉之後，容祖兒發行暌違五年的廣東專輯《薛丁格的貓》，新專輯線上首唱會於11月24日在多個串流平台首播。2022年7月21日，發行與內地唱作人汪蘇瀧合作的國語單曲〈就讓這大雨全都落下〉，並於次年年初於短視頻平台走紅。2022年9月10日，容祖兒宣布因疫情延期两年的巡唱重啟，於11月相繼到訪馬來西亞、加拿大及美國多個城市，於一個月內展開7場海外巡迴演唱會。自2021年起，容祖兒亦先後出演《乘風破浪的姐姐2》、《因爲是朋友呀》、《牧野家族》、《天賜的聲音》等內地綜藝節目。
2023年1月，因疫情延期的澳門新濠影滙駐唱企劃宣布正式啟動，容祖兒未來三年將於新濠影滙綜藝館舉辦30場個人演唱會，演唱會主題為「Eternity」，為亞洲首個拉斯維加斯模式的專場駐唱演出。演唱會第一季於2023年4月1日至23日展開，持續四個週末，共8場。2023年7月13日至8月27日，容祖兒相隔六年再次於香港演藝學院舉辦以非派台歌曲（Side-Tracks）為主的個人演唱會「ANOTHER SIDE …… JOEY · MY SECRET · LIVE」，共34場。2024年1月19日起，該演唱會電影於英皇戲院公售上映，成為香港樂壇首個登上戲院銀幕的演唱會，並陸續於澳門、深圳等城市限定場次上映。
2024年4月29日，容祖兒發行自2021年後的首支廣東單曲〈九秒九〉，故事延續香港唱作男歌手湯令山2023年單曲〈緊急聯絡人〉，並首次挑戰「一鏡到底」拍攝MV，成為繼〈東京人壽〉之後的個人第二首五台冠軍歌，並於2024年度叱咤樂壇流行榜頒獎典禮時隔六年再次獲得「叱咤十大」獎項，成為第一個90年代、2000年代、2010年代、2020年代均在叱咤樂壇流行榜頒獎典禮上獲得獎項的音樂單位。2024年7月18日，發行由香港唱作女歌手江海迦作曲的廣東單曲〈One Last Time〉。2024年7月13日至8月25日，舉辦澳門駐場演唱會「Eternity」第二季，更於尾場重現十六年前「StarLight演唱會」之經典Classic Medley。2024年11月17日，容祖兒以常駐歌手身份參與湖南衛視音樂綜藝節目《聲生不息》第四季，於十二期節目中合共呈現十六場獨唱及合作演出，並在最後一集演繹八首個人經典作品的串燒表演「祖·曲」。
2025年3月1日，容祖兒出席啟德體育園開幕禮，作為首位表演歌手登台獻唱。2025年4月12日至5月18日，舉辦澳門駐場演唱會「Eternity」第三季。2025年6月16日，發行由香港唱作女歌手雷深如作曲的廣東單曲〈但你要甜〉。
容祖兒接受采訪時表示將推出全新廣東專輯，並於2026年在香港舉辦全新主題大型演唱會，亦會考慮本地全新表演場地。

## 音樂作品
容祖兒自出道以來，共發行38張錄音室唱片（18張粵語專輯、8張國語專輯、5張粵語EP、7張新歌加精選輯）与23張演唱會影音專輯。曾八次獲得IFPI香港唱片銷量大獎全年最高銷量本地女歌手獎，其2001年的精選專輯《喜歡祖兒》及2011年的粵語專輯《Joey & Joey》均為當年最高銷量廣東唱片，2016年發行的粵語專輯《J-POP》獲得當年叱咤樂壇流行榜「叱咤樂壇至尊唱片大獎」。
| 年份 | 粵語專輯                                                                                             | 國語專輯                  | 演唱會原聲專輯及其他 |
| ---- | --- | ------------------------- | --- |
| 1999 | 《未知》（EP）                                                                                       |                           | |
| 2000 | 《不容錯失》（EP） 《誰來愛我》                                                                      |                           | |
| 2001 | 《喜歡祖兒》（新曲+精選） 《全身暑假》 《隆重登場》                                                  | 《說真的》                | 《容祖兒隆重登場演唱會》 |
| 2002 | 《Something About You》 《喜歡祖兒2》（新曲+精選）                                                   | 《一個人的情歌》          | 《容祖兒 903 id Club 拉闊音樂會》                                                                                           |
| 2003 | 《我的驕傲》 《Show Up!》                                                                            | 《獨照》                  | 《一首傳世之歌》（單曲） 《容祖兒 Show Up! 演唱會》                                                                         |
| 2004 | 《Nin9 2 5ive》 《Give Love A Break》                                                                |                           | 《新城容祖兒流行女皇音樂會》 《X'mas Chihuahua》（聖誕單曲） 《李克勤 × 容祖兒拉闊壓軸音樂會 2004》                         |
| 2005 | 《喜歡祖兒3》（新曲+精選） 《Bi-Heart》                                                              |                           | 《新城容我信愛我一唱傾情演唱會》 《Reflection of Joey's Live 容祖兒演唱會 2005》                                            |
| 2006 | 《Ten Most Wanted》 《Close Up》                                                                     | 《Jump Up》               | 《容祖兒 × 姚玨 × 莫拉維亞交響樂團音樂會 One Live One Love》                                                                |
| 2007 | 《Glow》                                                                                             | 《小小》                  | 《容祖兒 × 古巨基 加州紅 903 黃金組合音樂會》 《容祖兒甜蜜蜜鄧麗君金曲交響演唱會》 《容祖兒 × 草蜢 903 id club 拉闊音樂會》 |
| 2008 | 《喜歡祖兒4》（新曲+精選） 《In Motion》                                                             |                           | 《新城容祖兒唱遊大童好世界音樂會》 《StarLight 容祖兒演唱會》                                                               |
| 2009 | 《A Time For Us》                                                                                    | 《很忙》                  | 《新城唱好 容祖兒 × 黃耀明 祖戀明歌音樂會》 《Perfect 10 容祖兒演唱會》                                                     |
| 2010 | 《Joey Ten》（EP） 《空港》（EP）                                                                    |                           | 《新城容祖兒我的女皇音樂會》                                                                                                |
| 2011 | 《Joey & Joey》                                                                                      |                           | 《Number 6 容祖兒演唱會》                                                                                                   |
| 2012 | | 《Moment》                | 《Joey & Joey 新城容祖兒音樂會》 《Joey & Joey Music Video Collections》                                                    |
| 2013 | 《小日子》 《Hopelessly Romantic Collection》（新曲+精選） 《All Delicious Collection》（新曲+精選） |                           | |
| 2014 | |                           | 《1314 容祖兒演唱會》 |
| 2015 | 《Me, Re-Do》（EP）                                                                                  |                           | 《容祖兒李克勤演唱會》 |
| 2016 | 《J-POP》                                                                                            | 《一百個我》（新曲+精選） | |
| 2017 | |                           | 《JOEY · MY SECRET》（演唱會期間限定單曲） 《JOEY · MY SECRET · LIVE》                                                      |
| 2018 | | 《答案之書》              | |
| 2019 | |                           | 《Love in L.A. Studio Live》（演唱會期間限定EP）                                                                            |
| 2020 | |                           | 《Pretty Crazy 容祖兒演唱會》                                                                                               |
| 2021 | 《薛丁格的貓》                                                                                       |                           | |
| 2023 | |                           | 《ANOTHER SIDE ……》（演唱會期間限定精選、單曲）                                                                             |
| 2024 | |                           | 《ANOTHER SIDE …… JOEY · MY SECRET · LIVE》                                                                                 |

## 演唱會
容祖兒出道至今正式主題演唱會總場次為252場。

### 香港紅磡體育館演唱會
| 年份          | 舉行日期                        | 演唱會名稱                                               | 場數 | 主題曲           | 備註                                     |
| ------------- | ------------------------------- | -------------------------------------------------------- | ---- | ---------------- | ---------------------------------------- |
| 2000年        | 11月19日                        | 容祖兒美麗在望慈善演唱會                                 | 1    | 《美麗在望》     | 首次於紅磡體育館舉辦個人演唱會           |
| 2001年        | 10月25日至27日                  | 容祖兒隆重登場演唱會                                     | 3    | 《隆重登場》     | 首次於紅磡體育館舉辦四面台演唱會         |
| 2003年        | 10月16日至21日                  | Show Up! 容祖兒演唱會                                    | 6    | 《Show Up!》     |                                          |
| 2005年        | 10月26日至11月2日               | Reflection of Joey's Live 容祖兒演唱會                   | 8    | 《好事多為》     |                                          |
| 2006年        | 5月12日至15日                   | One Live One Love 容祖兒 × 姚珏 × 莫拉維亞交響樂團音樂會 | 4    | 《情歌的情歌》   | 與小提琴演奏家姚珏及莫拉維亞交響樂團合作 |
| 2008年        | 1月25日至2月3日                 | StarLight 容祖兒演唱會                                   | 10   | 《逃》           |                                          |
| 2008年        | 4月12日至15日                   | StarLight 容祖兒演唱會 Part 2                            | 4    | 《逃》           |                                          |
| 2010年        | 11月19日至28日 12月3日至4日     | Number 6 容祖兒演唱會                                    | 12   | 《空港》         |                                          |
| 2013年 2014年 | 12月21日至28日 12月31日至1月4日 | 1314 容祖兒演唱會                                        | 15   | 《小日子》       | 首次於紅磡體育館舉辦跨年演唱會           |
| 2015年        | 9月11日至22日                   | 容祖兒李克勤演唱會                                       | 12   | 《世界真細小》   | 與李克勤合作                             |
| 2019年        | 8月5日至18日 8月20日至24日      | Pretty Crazy 容祖兒演唱會                                | 19   | 《Pretty Crazy》 | 出道二十週年紀念演唱會                   |

| 2000年代 | 2010年代 | 備註       |
| 36       | 46       | 總場數：82 |

### 其他香港演唱會
| 年份   | 舉行日期                                            | 演唱會名稱                              | 場館               | 場數 | 主題曲           | 備註                            |
| ------ | --------------------------------------------------- | --------------------------------------- | ------------------ | ---- | ---------------- | ------------------------------- |
| 2009年 | 10月4日（一日内連開兩場)                            | Perfect 10 容祖兒演唱會                 | 香港文化中心大劇院 | 2    | 《一直看見天使》 | 出道十週年紀念演唱會            |
| 2017年 | 3月24 - 26、3月29 - 31日 4月1 - 2、5 - 9、12 - 15日 | JOEY · MY SECRET · LIVE                 | 香港演藝學院歌劇院 | 17   | 《最好時光》     | 非派台歌曲 （Side-Track）演唱會 |
| 2023年 | 7月13 - 16日、7月18 - 21日 8月1 - 6日、8月8 - 27日  | ANOTHER SIDE …… JOEY · MY SECRET · LIVE | 香港演藝學院歌劇院 | 34   | 《最好時光》     | 非派台歌曲 （Side-Track）演唱會 |

### 世界巡迴演唱會
- Show Up! 世界巡迴演唱會（2003 - 2005）
- Reflection of Joey's Live 世界巡迴演唱會（2005 - 2007）
- StarLight 世界巡迴演唱會（2008 - 2010）
- Number 6 世界巡迴演唱會（2010 - 2013）
- 1314 世界巡迴演唱會（2013 - 2015）
- 容祖兒李克勤世界巡迴演唱會（2015 - 2018）
- Pretty Crazy 世界巡迴演唱會（2019 - 2023）

### 駐場演唱會
- Eternity 容祖兒演唱會（2023 - 2025，澳門新濠影滙綜藝館）

## 演出作品

### 電影
| 首播   | 劇名             | 角色                   | 備註       | 合作演員                                 |
| ------ | ---------------- | ---------------------- | ---------- | ---------------------------------------- |
| 1999年 | 心猿意馬         | 少女                   | 友情客串   | 吳毅將、王喜                             |
| 2000年 | 煙飛煙滅         | Gladys公司旗下新紮歌手 | 友情客串   | 梅艷芳、張國榮                           |
| 2000年 | 大贏家           | 吳寶蒼                 | 第一女主角 | 謝霆鋒、林心如                           |
| 2001年 | 百分百感覺2      | 海素                   | 第二女主角 | 陳奕迅、楊千嬅、陳曉東                   |
| 2001年 | 蘋果咬一口       | 宋丹如                 | 第一女主角 | 陳曉東、陳建州、羅志祥、何妤玟、葉安婷   |
| 2001年 | 我的野蠻同學     | 亞鳳                   | 第一女主角 | 謝霆鋒、馮德倫、鍾兆康、彭敬慈           |
| 2002年 | 魂魄唔齊         | 紫雲飛                 | 第一女主角 | 陳奕迅、謝霆鋒、鄭希怡                   |
| 2002年 | 鐵達尼號         | 露絲                   | 配音       | 陳奕迅                                   |
| 2004年 | 身驕肉貴         | 呂柔                   | 第一女主角 | 劉青雲、杜汶澤﹑鄭希怡                   |
| 2005年 | 神經俠侶         | 廖得男                 | 第一女主角 | 陳奕迅、吳鎮宇                           |
| 2010年 | 反斗奇兵3        | 翠絲                   | 配音       | 張衛健、劉青雲                           |
| 2010年 | 全城熱戀熱辣辣   | 金魚                   | 配音       | 林海峰（廣東話配音）、陳建州（國語配音） |
| 2010年 | 翡翠明珠         | 祝三娘                 | 第二女主角 | 蔡卓妍、林峯、王祖藍                     |
| 2012年 | DIVA華麗之後     | 嚴靖怡（J）            | 第一女主角 | 杜汶澤、林欣彤、胡歌、陳家樂             |
| 2015年 | 12金鴨           | 梁李笑茜（LYCC）       | 特別客串   | 吳君如、黃偉文                           |
| 2016年 | 優獸大都會       | 朱迪                   | 配音       | 黃子華                                   |
| 2017年 | 仙球大戰         | 大將軍                 | 特別客串   | 何炅、蔡卓妍、鍾欣潼                     |
| 2018年 | 我的情敵女婿     | 容祖兒                 | 特別客串   | 劉嘉玲、任達華、衛詩雅、王菀之           |
| 2019年 | 你咪理，我愛你！ | 阿瓊                   | 特別客串   | 王祖藍、毛舜筠、王菀之                   |
| 2023年 | 龍馬精神         | 櫻子                   | 女配角     | 成龍、劉浩存、郭麒麟                     |
| 2024年 | 荒野機械人       | 羅茲                   | 配音       |                                          |

### 電視劇
| 首播   | 頻道       | 劇名              | 角色       | 備註       | 同劇演員                               |
| ------ | ---------- | ----------------- | ---------- | ---------- | -------------------------------------- |
| 2000年 | 無綫電視   | 新鮮人            | 韋 文      | 第二女主角 | 林保怡、馮德倫、蒙嘉慧                 |
| 2003年 | 無綫電視   | 美麗在望          | 鄔文萃     | 第一女主角 | 郭晉安、鄭嘉穎、胡定欣、廖啟智         |
| 2004年 | 無綫電視   | 赤沙印記@四葉草.2 | 吉卜賽女郎 | 友情客串   | 楊秀惠、李思欣、陳自瑤                 |
| 2004年 | 無綫電視   | 富豪海灣至尊家緣  | 容卓妍     | 單元女主角 | 唐文龍、黃宗澤                         |
| 2004年 | 無綫電視   | 功夫足球          | 王小妹     | 第一女主角 | 張衛健、黃秋生、林保怡、吳君如、蒙嘉慧 |
| 2007年 | 無綫電視   | 學警出更          | 張念恩     | 第二女主角 | 陶大宇、吳卓羲、陳鍵鋒、郭羨妮、楊怡   |
| 2009年 | 中央電視台 | 青春舞台          | 申真依     | 第二女主角 | 韓庚、關智斌、鄭希怡                   |

### 其他影視演出

#### 音樂特輯
| 年份   | 製作     | 名稱                    | 備註           |
| ------ | -------- | ----------------------- | -------------- |
| 2001年 | 英皇娛樂 | 容祖兒東京音樂特輯      | 日本東京外景   |
| 2004年 | 英皇娛樂 | 容我說                  |                |
| 2008年 | 無綫電視 | 藍兒本色                |                |
| 2008年 | 無綫電視 | 現代塵世美              | 瑞士外景       |
| 2009年 | 英皇娛樂 | Perfect Ten Documentary |                |
| 2009年 | 無綫電視 | 容祖兒 ‧ 光輝十年       |                |
| 2010年 | 無綫電視 | 我的故事‧我的歌         |                |
| 2014年 | 無綫電視 | 一生一世容祖兒          |                |
| 2019年 | 無綫電視 | 容祖兒 LOVE IN L.A.     | 美國洛杉磯外景 |

#### 音樂微電影
2003年
- 《獨照》飾 祖兒

2012年
- 《霧裡看花》飾 Joey
- 《遺落在北海道的回憶》飾 Joey

#### 電視節目（TVB）
2023年
- 《我們的煇煌金曲》

## 榮譽及獎項
容祖兒出道至今曾11次獲得香港叱咤樂壇流行榜「叱咤樂壇女歌手」金獎，12次獲得十大勁歌金曲「最受歡迎女歌星」及14次獲得十大中文金曲頒獎典禮「最優秀流行女歌手」。2016年專輯《J-POP》榮獲「叱咤至尊唱片大獎」。2018年推出的廣東歌〈心之科學〉獲得叱咤樂壇流行榜「叱咤樂壇至尊歌曲大獎」。個人方面，容祖兒先後於2014年及2016年獲無綫電視及新城電台頒發「最受歡迎歌手十年大獎」及「勁爆25週年音樂大獎」。為表彰其樂壇貢獻及社會服務與慈善活動的積極參與，於2020年當選「香港十大傑出青年」。

### 主要音樂獎項紀錄
- 三次榮獲「四台聯頒傳媒大獎」（2003－2004、2009）
- 七度囊括四台女歌手大獎（2005、2007、2010－2013、2015）
- 十二屆勁歌金曲「最受歡迎女歌星」（2003－2007、2010－2016）
- 兩屆勁歌金曲「亞太區最受歡迎香港女歌星」（2008－2009）
- 廿二首「勁歌金曲」，其中三首為「金曲金獎」（2003、2009、2013）
- 十九屆十大中文金曲「優秀流行歌手大獎」（2001－2019）
- 十四屆十大中文金曲「最優秀流行女歌手」（2004－2017）
- 十六屆十大中文金曲「全年最高銷量女歌手」（2001－2009、2011－2017）
- 六度包辦十大中文金曲「優秀流行歌手」、「全國最佳女歌手」、「最優秀流行女歌手」、「全年最高銷量女歌手」（2005－2009、2013）
- 十七首「十大中文金曲」（2000－2016），包括一首「全球華人至尊金曲」（2003）
- 連續十七年打入「叱咤樂壇女歌手」三甲位置（2000－2016），包括十一次金獎（2003、2005、2007－2013、2015－2016）
- 十八次入圍「叱咤樂壇我最喜愛的女歌手」最後五強（2000、2003－2019），並兩度獲獎（2003－2004）
- 十四首「叱咤十大」（2002—2004、2006—2008、2010—2011、2013—2016、2018、2024），包括一首「叱咤樂壇至尊歌曲」（2018）
- 九屆「新城勁爆女歌手」（2001—2009）
- 八屆「新城全球勁爆歌手」（2007—2013、2015）
- 三屆「新城勁爆播放指數歌手大獎」（2008—2009、2011）
- 十九首「新城勁爆歌曲」，包括一首「新城勁爆年度歌曲」（2003）、一首「新城全球勁爆歌曲」（2005）及一首「新城勁爆我最欣賞歌曲」（2010）
- 1999—2013年連續15年無間斷獲得「新城勁爆頒獎禮」獎項
- 1999—2016年連續18年無間斷獲得「叱咤頒獎禮」、「勁歌金曲」獎項
- 1999—2019年連續21年無間斷獲得「十大中文金曲」獎項

## 爭議
- 梁思浩遇襲案被捕事件：2001年梁思浩在無綫節目《歡樂今宵》中戲仿容祖兒，他用雙面膠紙黐在唇上來模仿容祖兒「大牙肉」，並在節目中說：「多謝梁生支持，多謝他照顧我兩母女多年，我老闆是一個『老實商人』。」無綫跟進事件，事後梁思浩在多方威脅下終寫公開信道歉，承認自己有過失[112]。2001年梁思浩回家途中遭5名大漢下車遇襲，掌摑他三大巴掌（另外有指是遭拳毆19次）[113]。之後的晚上，他與英皇楊受成及容祖兒會面，當晚還拍照留念，但外界仍未除去懷疑梁思浩因得罪了容祖兒而被襲擊的傳聞，且懷疑是梁思浩是在容祖兒和楊受成威脅下妥協[112]。2001年8月，警方有組織罪案調查科聯同重案組探員採取行動，先後拘捕了楊受成及容祖兒並准許保釋[114]。事後容祖兒被撤銷擔保。總主席康寶駒早前因梁思浩遇襲案遭警方拘捕，事後他對警方的行動作出投訴。但容祖兒表示因自己問心無愧，無意傚法康寶駒向警方作出投訴，並說如果警方再需要她協助調查，一定會衷誠合作。
- 曾志偉遇襲案被捕事件：2001年7月，香港藝人曾志偉因取笑容祖兒樣子及容祖兒與其公司英皇娛樂老闆楊受成關係特殊，結果在酒吧外遭三名大漢伏擊面部嚴重受傷，送到醫院接受手術需縫29針[115]。容祖兒亦曾因此事而被西九重案組探員協助調查。[116]
- 容祖兒領獎被噓事件：於《2005年叱咤樂壇流行榜頒獎典禮》，容祖兒在頒獎台上親自領取女歌手獎項時被現場觀眾倒喝采時，容祖兒說：「你地唔係噓我呀麻」，其言論備受抨擊。[117]
- 容祖兒衣著抄襲事件：於《2006年叱咤樂壇流行榜頒獎典禮》，容祖兒的衣著被批評抄襲Viktor & Rolf芭蕾舞裙及被嘲穿著「燒鵝湖裙」時，事源是容祖兒從外國雜誌看到Viktor & Rolf的芭蕾舞裙」新裙款後叫設計師陳華國 「照辦煮碗」造一條。代理Viktor & Rolf的Joyce時裝公關部發言人表示：「兩者款式同顏色都好似，基於版權問題係屬於抄款，但以後容祖兒借衫我會有保留。」[118]容祖兒說：「下次着一件不完全抄到一模一樣的便無事。」，其言論備受抨擊。[119]
- 與杜汶澤不和事件：2014年3月29日，杜汶澤在伍樂城音樂會台上自爆早前曾向英皇老闆楊受成揚言開拍電影《DIVA華麗之後》捧容祖兒奪影后，但最後容祖兒得不到任何獎項，反而杜汶澤憑該片奪得《第十九屆香港電影評論學會大獎》「最佳男演員」。他笑言自己搵容祖兒笨，所以他聲言送《逃避你》（伍樂城作曲、容祖兒主唱1999年派台歌曲）給容祖兒，希望容祖兒永遠都不會遇到他這類人。」。容祖兒隨即在社交網站批評杜汶澤以傷害人為樂，坦言杜汶澤是她在娛樂圈中唯一討厭的人，說：「民主英雄杜汶澤，本人從來做好本份，人家給我機會我努力把握，拍《DIVA華麗之後》從來不是為攞影后，但你這麼一個成年人，又能什麼時候學識不撩事鬥非，不踩低人去抬高自己；你幫過我，我感謝你，但你自恃口才了得不止一次傷害人為樂，我真的看不過眼，無論你怎樣得包裝你的形象，你就是我在娛樂圈中唯一一個討厭的人，江山易改，本性難移就是如此，佛都有火也是如此。」[120]。但2013年3月2日，容祖兒在澳門出席一個活動時曾明言：「年底我落實有演唱會，還會跟杜汶澤有個合作機會，因為畢竟最近好火，我就抓住他，不讓他走，讓我拍到有一部電影是拿到影后才放過他。」容祖兒被批評前言不對後語[121]。
- 容祖兒被內地網民指支持反修例示威者後道歉事件：2019年11月2日，容祖兒在IG貼上一張戴口罩的自拍照片，並加上「只知要飛~」四字，被內地網民解讀為支持反修例示威者，引發微博輿論。容祖兒其後把該照片及貼文刪除。2019年11月3日，湖南衛視透過微博公布2019年雙十一晚會的歌手名單，包括容祖兒在內，但翌日更新名單容祖兒遭除名。同日，容祖兒於IG澄清自己從未支持過港獨及公開道歉：「從沒想到隨性而發的，一句歌詞，一張自拍，竟然會引來這次風波，對此我為自己的粗心大意感到十分抱歉！亦感到難過自責，讓家人同事朋友和愛我的人擔心了。今天我覺得我必須和大家交待清楚。當日的帖文只是想表達即將起飛去工作的興奮，非常純粹地和大家分享近況，實屬無心之失，作為公眾人物，沒有想到自己的言論舉動會造成這麼嚴重的影響，的確是我疏忽大意。我熱愛祖國，熱愛香港，從不支持港獨，我也一樣毫無疑問地熱愛和平，希望一切盡快恢復平靜。我希望用實際行動去證明自己，繼續分享正能量的音樂和感悟。亦對受事件影響的各方再次深深說一次對不起。」[122]
- 容祖兒立場親中，曾多次參與中國政府官方活動，例如春晚、國慶慶典、香港回歸晚會等[123]。她於2021年3月在個人微博發文支持新疆棉花[124]。

## 相關研究文獻
- 馮應謙《容祖兒的青春文化》（收錄於《香港流行音樂文化：文化研究讀本》，麥穗出版，2004，ISBN：988-97490-2-5）[125]

## 外部連結
- 容祖兒官方網站 （页面存档备份，存于）
- YouTube上的容祖兒頻道
- 容祖兒的Instagram帳戶
- 容祖兒的Facebook專頁
- 容祖兒的新浪微博
- 容祖兒的小紅書帳戶 （页面存档备份，存于）
- 容祖兒的快手帳戶（页面存档备份，存于）

#invoke: Navbox
Template:乘风破浪的姐姐
Template:Normdaten